# Properties
.properties (от англ. properties — свойства, параметры) — текстовый формат и одноимённое расширение имени файла. Применяется, в основном, в технологиях, связанных с Java (где имеется класс Properties с методами, позволяющими писать в файл и читать из него), для хранения конфигурационных параметров прикладного ПО (пар «ключ» — «значение»).

## Описание формата
Файлы с расширением «.properties» являются обычными текстовыми файлами. Просматривать и изменять такие файлы можно в любом текстовом редакторе.
Каждая строка файла обычно содержит один «параметр», который состоит из пары объектов строкового типа «ключ» (имя параметра) — «значение», записанной в одном из следующих форматов: ключ=значение, ключ = значение, ключ:значение и ключ : значение. Пример:
```
website
 
=
 
https://ru.wikipedia.org/

language
 
:
 
Russian

```

«website» и «language» — имена параметров (ключи), а «https://ru.wikipedia.org/» и «Russian» — их значения.
Комментарии начинаются с символа решётки «#» или знака восклицания «!». Такие строки игнорируются компилятором - как и пустые строки.
```
# Это комментарий

! Это тоже комментарий.

```

Для записи пробелов (« ») и некоторых других служебных символов («:», «=») внутри «ключа» их необходимо экранировать с помощью символа обратной косой черты «\». Внутри «значения» пробелы, а также другие специальные символы, экранировать не нужно.
Значение можно записать на нескольких строках - для этого нужно поставить экранирующий символ «\» в конце каждой строки.
```
# Обратная косая черта указывает на то, что значение параметра продолжается со следующей строки.

# Компилятор проигнорирует перевод строки и любые пробелы в начале строки.

message
 
=
 
Добро пожаловать в 
\

          
Википедию!

# Добавление пробелов в имя параметра:

key
\ 
with
\ 
spaces
 
=
 
Это значение, доступное по ключу "key with spaces".

```

Параметр «message» будет иметь значение «Добро пожаловать в Википедию!» (с восклицательным знаком «!»). Обратите внимание, что все символы пробелов « » перед словом "Википедию" были удалены, поскольку пробелы в начале строки игнорируются - в отличие от пробелов, следующих за значением, которые считаются частью значения.
Символы "новая строка", "возврат каретки" и "табуляция" могут быть вставлены с помощью символов \n, \r и \t соответственно.

Символ обратной косой черты тоже должен быть экранирован - с помощью символа обратной косой черты.
```
! Экранирование обратной косой черты:

path
:
c:
\\
wikipedia
\\
templates

```

Некоторые редакторы, однако, осуществляют экранирование обратных косых черт автоматически.
Так же, как в Java, можно вставлять символы Юникода - для этого надо использовать префикс \u.
```
# Юникод

tab
 
:
 
\u
0009

```

## Кодировка
Стандартная кодировка файла — ISO 8859-1, также известная как «Latin-1». Любые символы, не входящие в состав «Latin-1», должны записываться в виде «\uHHHH», где «HHHH» — уникальный номер символа (англ. code point) в стандарте Unicode, записанный в шестнадцатеричной системе счисления.
Для преобразования символов Юникода в вид «\uHHHH» созданы специальные утилиты:
- native2ascii (поставляется в комплекте с JDK);
- po2prop (написана на языке Python и доступна по лицензии GPLv2)[2].

Для локализации программ, написанных на Java, можно использовать другие решения:
- файлы в формате «XML Properties» (формат доступен в JDK начиная с версии Java 1.5 и по умолчанию использует кодировку UTF-8)[3];
- создать реализацию custom control, предоставляющую поддержку любой кодировки[4].

Adobe Flex хранит файлы «.properties» в кодировке UTF-8.

## Редактирование
Редактировать файлы .properties можно при помощи любого текстового редактора.
Также можно использовать сторонние инструменты, которые предоставят дополнительную функциональность, как например:
- Валидация данных
- Создание новых ключей
- Синхронизация имен ключей
- Автоматическое двунаправленное преобразование не-ASCII символов, что позволяет поддерживать языки не латинского алфавита
- Интеграция с Eclipse

## Применение
- Технологии Java.
- Локализация и интернационализация ПО (Java resource bundle[англ.]).
- Adobe Flex.
- Конфигурационные файлы текстового редактора SciTe.
- Модуль mod_jk[англ.] (англ.) веб-сервера Apache Tomcat (файл «uriworkermap.properties»; исключение: восклицательный знак «!», записанный в самом начале строки или после нескольких пробелов, обозначает отрицание)[6];
- модуль «Config::Properties» из CPAN языка Perl (реализация интерфейса для работы с файлами «.properties»)[7].